# ایکاروس آی‌کی-۲
ایکاروس آی‌کی-۲ (به انگلیسی: Ikarus_IK-2) یک هواگرد از نوع هواپیمای جنگنده ساخت شرکت Ikarus A.D. است. هواگرد ایکاروس آی‌کی-۲ نخستین پروازش را در ۲۲ آوریل ۱۹۳۵ میلادی انجام داد. این هواگرد در سال ۱۹۳۵ میلادی رسماً معرفی گردید. در مجموع، تعداد ۱۲ فروند از این هواگرد ساخته شده‌است.
طراح این هواگرد، Ljubomir Ilić and Kosta Sivčev بود.